# Dabrun
Dabrun ist ein Ortsteil der Stadt Kemberg im Landkreis Wittenberg in Sachsen-Anhalt.

## Geografie

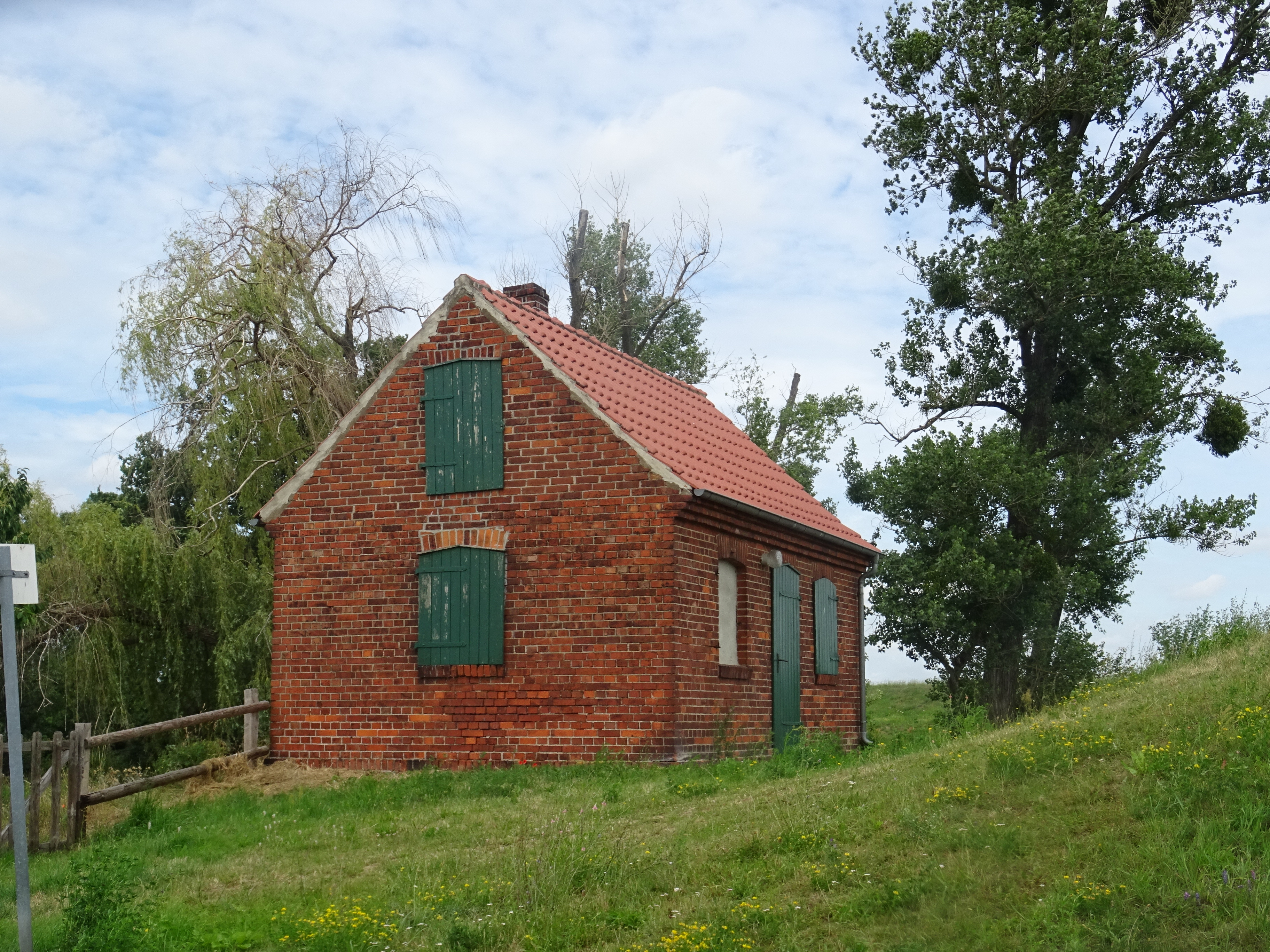
Deichwärterhaus

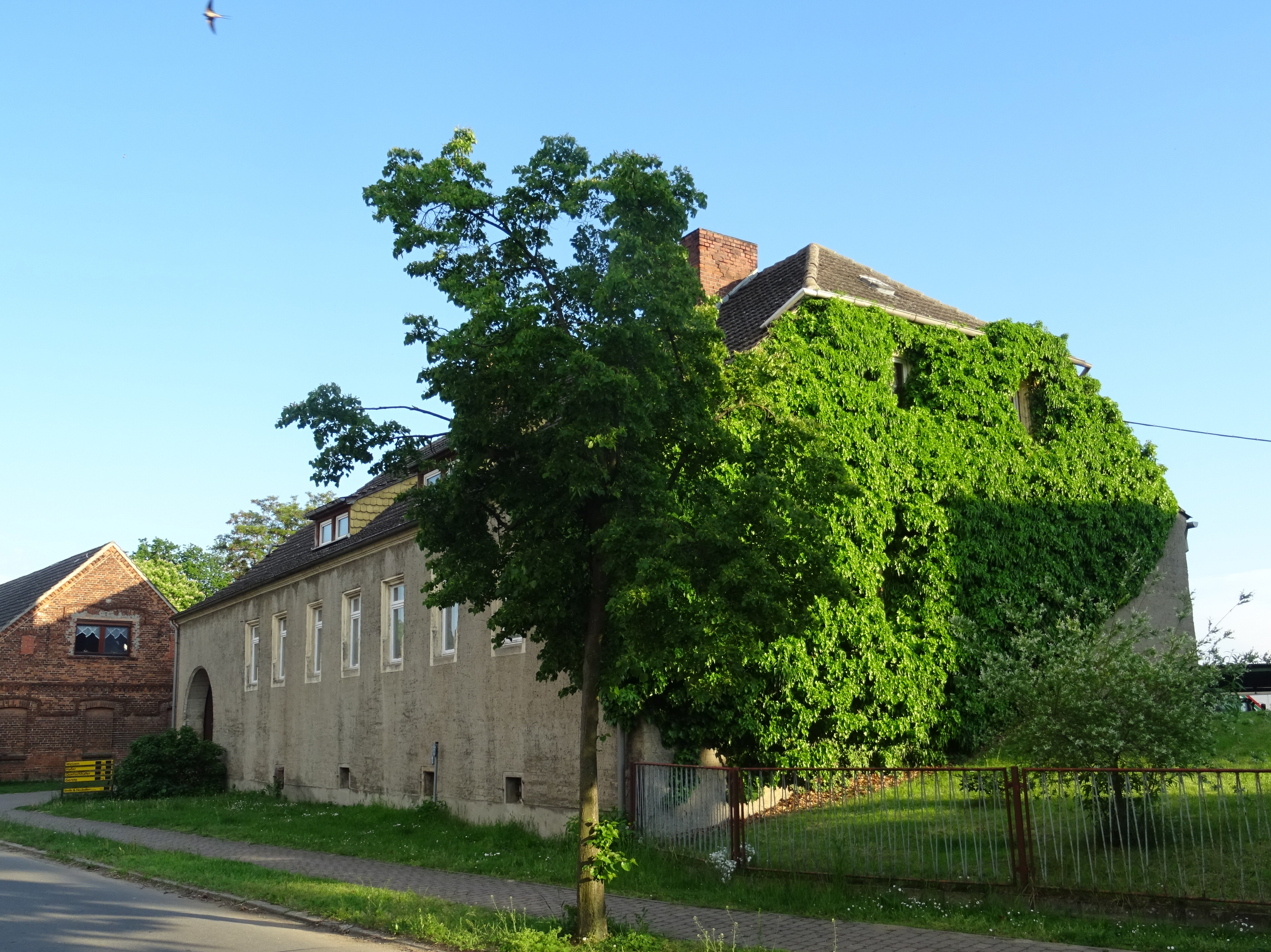
Gutshaus Dabrun

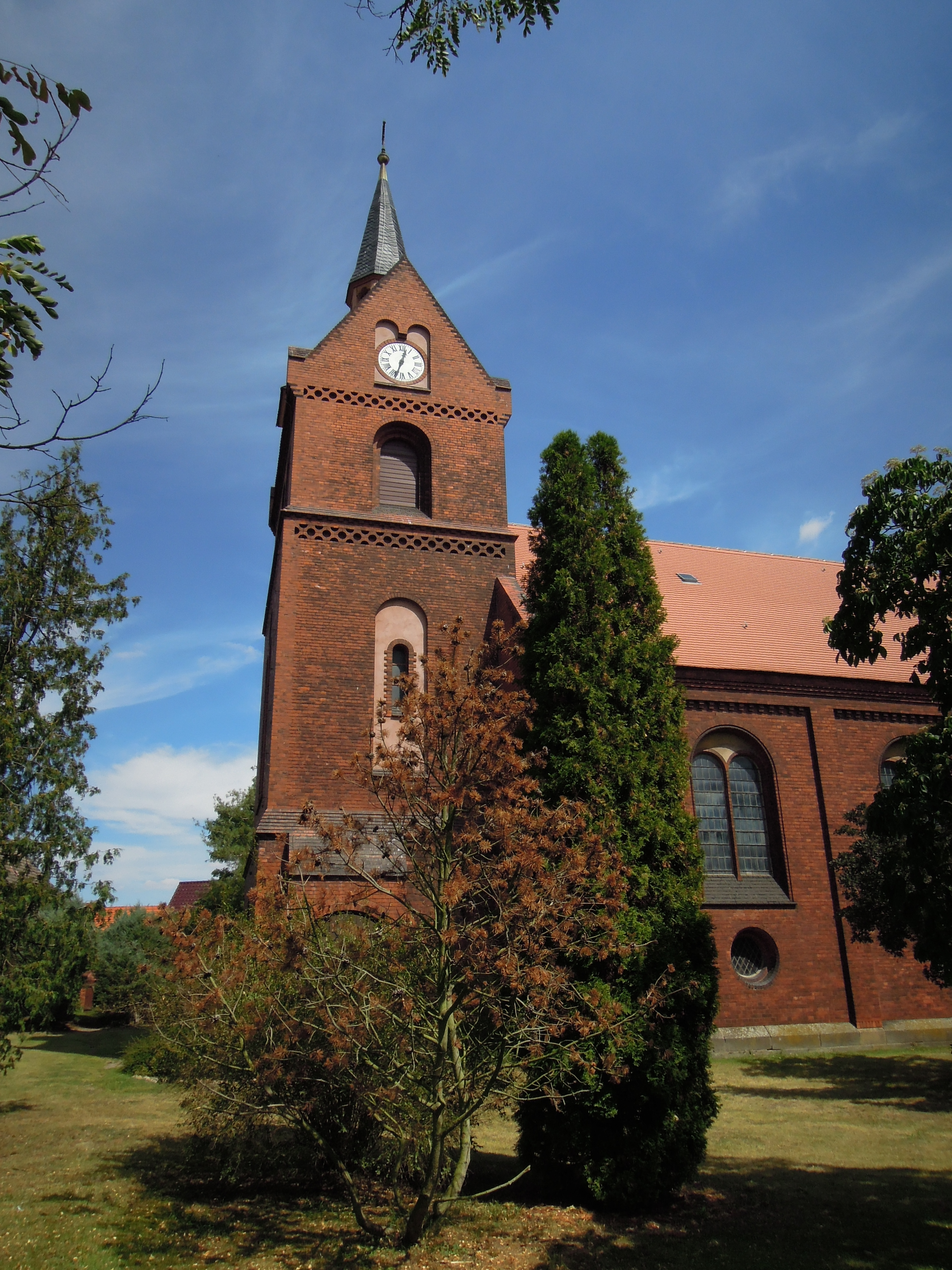
Kirche

Dabrun liegt ca. 8 km südöstlich von Lutherstadt Wittenberg an der Elbe. Als Ortsteile der Gemeinde sind Melzwig, Boos, Rötzsch und das Wohngebiet Dabruner Weinberg ausgewiesen.

## Geschichte
Dabrun wurde 1353 erstmals als Dobrunn urkundlich erwähnt. Bis Mitte des 19. Jahrhunderts ist zudem die Schreibweise Dobrun belegbar, vereinzelt auch später. Rötzsch, damals Vorwerk von Dabrun, ist 1349 urkundlich ersterwähnt. Die Ersterwähnung Melzwigs geht auf den Kurfürsten Rudolf II. im Jahr 1361 zurück, 1507 wurde es Universitätsdorf. 1388 wurde der Ortsteil Boos als halbes Vorwerk erwähnt.
Im Dreißigjährigen Krieg wurde 1637 etwa die Hälfte aller Bauernwirtschaften zerstört. Um 1847 ist am Dabruner Riß ein Winzerhaus und Weinberg belegt.
1934 und 1962 wurden zwei Kilometer östlich Dabruns archäologische Ausgrabungen durchgeführt, bei denen nach Überresten slawischer Siedlungen aus dem Mittelalter gesucht wurde.
In den Jahren 1598, 1655, 1830, 1845 und 2002 war Dabrun vom Elbehochwasser betroffen – in den vier erstgenannten jeweils mit Deichbruch.
Zum 1. Januar 2010 wurde die bis dahin selbstständige Gemeinde Dabrun zusammen mit den Gemeinden Eutzsch, Rackith, Radis, Rotta, Schleesen, Selbitz, Uthausen und Wartenburg in die Stadt Kemberg eingemeindet. Gleichzeitig wurde die Verwaltungsgemeinschaft Kemberg, zu der Dabrun gehörte, aufgelöst.

## Sehenswürdigkeiten
Das Rittergut Dabrun wurde erstmals zu Beginn des 16. Jahrhunderts erwähnt, als es in den Besitz des Augustinerklosters Wittenberg kam. Das Herrenhaus stammt aus der Renaissance und ist in reduzierter Form erhalten.
Die Backsteinkirche wurde im Jahr 1897 als Ersatz für den im Brand zerstörten Vorgängerbau errichtet. Ihre Orgel stammt von Conrad Geißler. Erwähnenswert sind zudem die Renaissancegrabmale verschiedener Gutsbesitzer.
→ Siehe auch: Liste der Kulturdenkmale in Dabrun

## Verkehr
Dabrun liegt an der Kreisstraße K 2020 zwischen Pratau und Globig-Bleddin. Zur Bundesstraße 2 in Pratau, die Wittenberg und Bad Düben verbindet, sind es vom Ortskern ca. 6 km.

## Persönlichkeiten
- Christoph Schlüter (1660–1690),  evangelischer Geistlicher, wirkte von 1640 bis 1656 als Pfarrer in Dabrun